# Trichacis crossi
Trichacis crossi är en stekelart som beskrevs av Macgown 1989. Trichacis crossi ingår i släktet Trichacis och familjen gallmyggesteklar. Inga underarter finns listade i Catalogue of Life.